# Aforia indomaris
Aforia indomaris é uma espécie de gastrópode do gênero Aforia, pertencente a família Cochlespiridae.